# Peso chilijskie
Peso chilijskie – oficjalna waluta Chile. Jej międzynarodowym skrótem zgodnie z ISO 4217 to „CLP”, w Chile używa się skrótu $.
Peso znajduje się w obiegu w monetach 1, 5, 10, 50, 100 i 500 peso, oraz banknotach 500 (rzadkie, już nie drukowane), 1000, 2000, 5000, 10000 i 20000 peso. Początkowo drukowano banknoty 50 i 100 peso (wycofane odpowiednio w 1982 i 1984). Wszystkie banknoty drukuje się na papierze, z wyjątkiem 2000 peso, które drukuje się na plastikowym banknocie polimerowym od września 2004.

## Historia
Po raz pierwszy peso chilijskie wprowadzono w 1817, i było równe co do wartości 8 hiszpańskim realom kolonialnym. Do 1851 peso było w obiegu równolegle ze srebrnymi monetami liczonymi w realach i złotymi liczonymi w escudo (1 escudo to 2 peso).
W 1835, wprowadzono miedziane monety o wartości ½ i 1 centavo, ale dopiero w 1851 zaprzestano używania jednostek płatniczych w escudo i realach. Rozpoczęto też bicie następnych monet w centavo i décimo (warte 10 centavo). Od 1925, monety i banknoty bito i drukowano w kondorach, wartych 10 peso.
W ramach dewaluacji peso zostało zastąpione escudo 1 stycznia 1960, z przelicznikiem 1 escudo = 1000 peso.
Obecne peso ponownie wprowadzono w 1975, w ramach kolejnej dewaluacji, z przelicznikiem 1 peso = 1000 escudo. Aż do 1984 było dzielone na 100 centavo.

## Monety

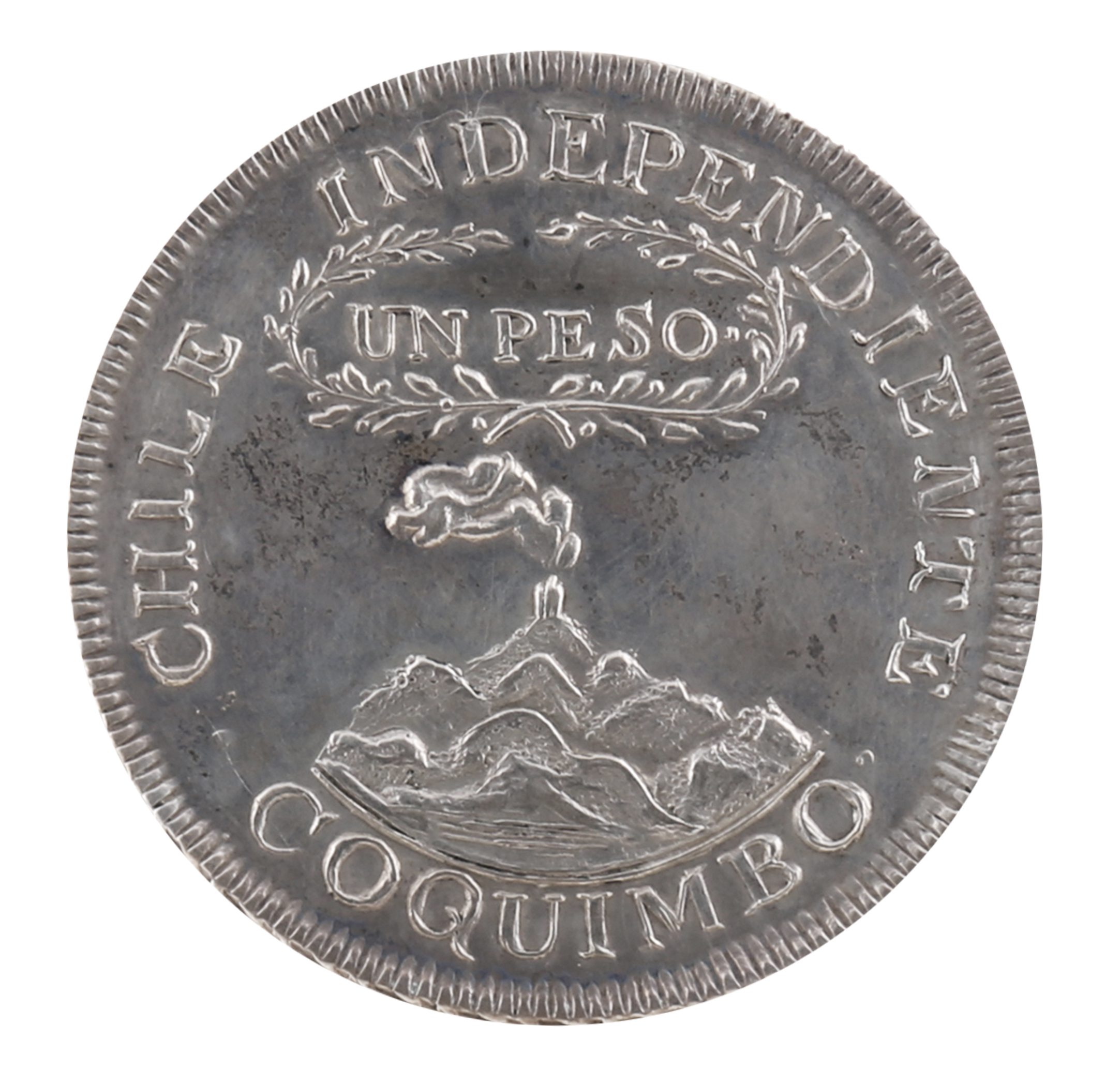
1 peso, 1826.
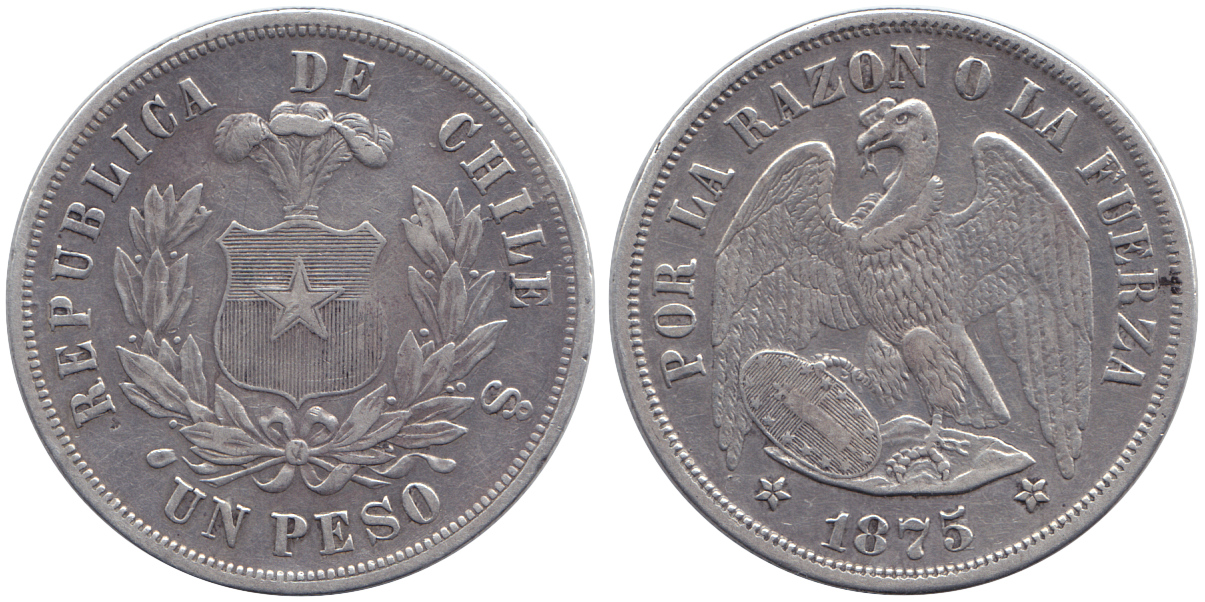
1 peso, 1875.
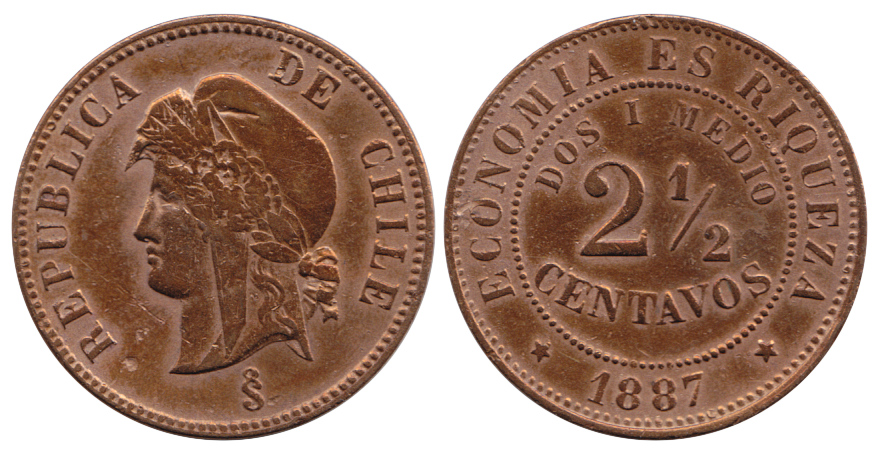
2,5 centavo, 1887.
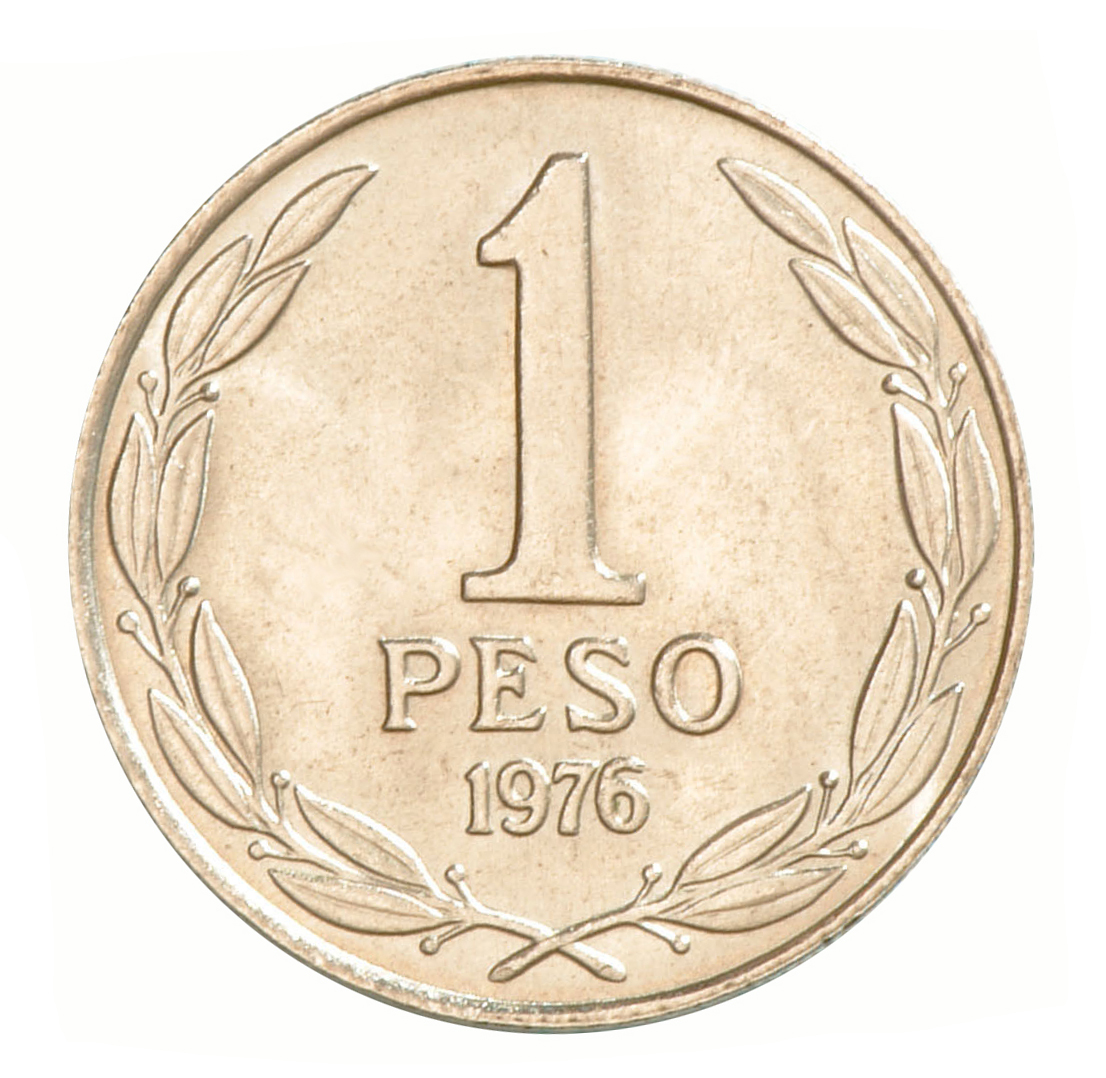
1 peso, 1976.